# 谁的青春不迷茫 (电影)
《谁的青春不迷茫》（英語：Yesterday Once More）是一部于2016年上映的校园青春电影由白敬亭、郭姝彤、李宏毅、王鹤润、丁冠森、赵文龙领衔主演。 中国于2016年4月22日上映。本片改编自作家刘同的同名小说。

## 劇情簡介
人生一直處于輝煌巔峰的林天嬌（郭姝彤 飾），面對人生最重要的一次高考加分考試卻重感冒了，情急之下她想通過作弊的方式順利過關。沒想到作弊也是需要技巧的，作弊失誤的林天嬌被高翔（白敬亭 飾）看到，掉在地上的課本被老師誤解這是高翔所為，高翔選擇為林天嬌擋了一刀。林天嬌並不知道，她的人生的軌道從那一刻開始走向了另外一根軌道。畢竟高翔是她整個學習生涯中最反感的人。和自己討厭的人扯上關係之後，林天嬌用盡了各種方式想要擺脫高翔。倒不是誰吸引著誰，而是少年時大多數的氣急敗壞不是因為真的討厭，而是因為害怕別人的眼光，害怕自己會變得不一樣，害怕有人進入內心，害怕看不到前方而恐慌。在這個過程中，兩個人互相拆台，林天嬌發誓要拼個你死我活 。

## 演員陣容

### 主要演員
| 演員   | 角色   | 介紹 |
| 白敬亭 | 高翔   | 叛逆少年，不循規蹈矩。有著“飛翔”的夢想，和爺爺相依為命。身為“男學渣”的他不斷挑釁“女學霸”林天嬌的班長權威，多次交鋒之下兩人關係開始緩和。                                                                       |
| 郭姝彤 | 林天嬌 | 班長，學霸級人物。愛好天文的她，卻因母親的期待以報考清華大學金融系為人生目標。沒想到一次作弊卻被高翔看到，她並不知道，她的人生的軌道從那一刻開始改變。                                                         |
| 李宏毅 | 黄韬   | 高冷學霸，校草級人物。黃韜則對林天嬌暗生情愫，卻因天嬌與高翔越走越近，致使他和高翔產生矛盾。不同於叛逆學渣高翔，黃韜需要時時保持一副“好學生”的樣子，每一次考試成績、每一個動作都是榜樣，壓力越重自然就越壓抑。 |
| 王鹤润 | 陆田甜 | 一個愛美、天真善良同時又很堅持自己原則的憧憬著愛情的可愛女孩，沒有大夢想，只想當賢妻良母，和歐小洋是一對“小情侶”。                                                                                             |
| 丁冠森 | 欧小洋 | 像唐僧一樣嘮叨卻呆萌暖心的歐小洋，喜歡陸田甜。是個普通人，不說大道理，做讓她會笑的事情就是他最不普通的一點，可以為了談戀愛不顧一切。                                                                           |
| 赵文龙 | 李涛   | 愛起哄，喜歡講哥們義氣，黃韜的好朋友。秉承著“對待兄弟，一定得忠誠和富有勇氣”的理念，可以對哥們兩肋插刀。 |

### 客串演出
| 演員          | 角色     |
| 苏有朋        | 钱老师   |
| 柳岩          | 内衣店主 |
| 林更新/胡先煦 | 林子傲   |
| 刘敏涛        | 天骄母亲 |

### 工作人員
- 出品人：王长田
- 製作人：刘同、李德来、李传龙、傅小平
- 導演：姚婷婷
- 編劇：田博、仲宁、刘同、姚婷婷
- 製作公司：光线传媒
- 發行公司：光线传媒

## 迴響
影片上映三天票房突破1亿日元，保持高收视率，获得影评人的一致好评。 影片因其怀旧基调和精彩表演（尤其是白敬亭和郭淑桐的表演）获得了好评；评论家们注意到其独特且执行良好的成长叙事。 它的成功反映了影片上映初期的强劲表现，这得益于它对年轻观众的吸引力。

## 電影歌曲
| 曲別   | 歌名               | 演唱者                              | 作詞   | 作曲         |
| 主题曲 | 青茫               | - 白敬亭 - 李宏毅 - 丁冠森 - 赵文龙 | 郭棟楠 | 陳禹、郭棟楠 |
| 宣传曲 | 不说再见（女生版） | 许飞                                | 刘同   | 秦昊         |
| 宣传曲 | 不说再见（男生版） | 好妹妹乐队                          | 刘同   | 秦昊         |
| 推广曲 | 向着光亮那方       | 许魏洲                              | 丁丁张 | 陈禹         |
| 推广曲 | 头大的爱情         | 丁冠森                              | 郭栋楠 | 丁冠森       |

## 獎項與提名
| 年份 | 頒獎典禮                     | 獎項                          | 入围者 | 結果 | Ref.   |
| ---- | ---------------------------- | ----------------------------- | ------ | ---- | ------ |
| 2016 | 第十三屆廣州大學生電影節     | 最受大學生歡迎角色: Gao Xiang | 白敬亭 | 獲獎 | [ 11 ] |
| 2017 | 網易有態度人物盛典           | 年度最有態度青年演員          | 白敬亭 | 獲獎 | [ 12 ] |
| 2017 | Shanghai Film Critics Awards | Best New Actor                | 白敬亭 | 提名 |        |

## 外部連結
- 互联网电影数据库（IMDb）上《谁的青春不迷茫》的资料（英文）